# Topola (miasto Jagodina)
Topola (cyr. Топола) – wieś w Serbii, w okręgu pomorawskim, w mieście Jagodina. W 2011 roku liczyła 20 mieszkańców.